# Ford Reflex

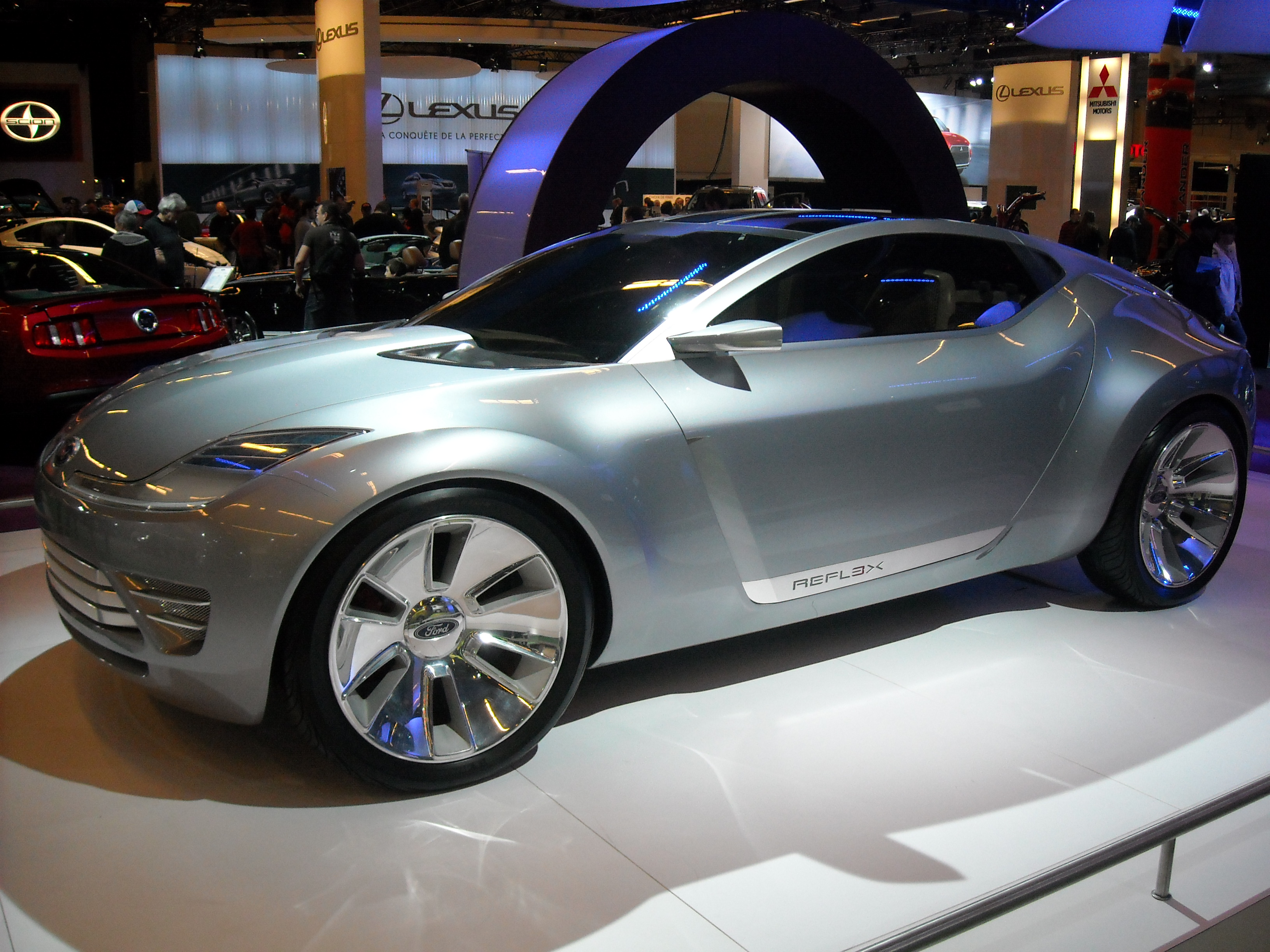
Ford Reflex bei seiner Vorstellung 2006

Der Ford Reflex ist ein Konzeptfahrzeug des amerikanischen Automobilherstellers Ford, das erstmals auf der North American International Auto Show (NAIAS) im Jahr 2006 vorgestellt wurde. Das futuristische Konzeptauto wurde von Fords Design-Team entwickelt und zielt darauf ab, die Möglichkeiten einer hocheffizienten und umweltfreundlichen Fahrzeugtechnologie zu demonstrieren.

## Design und Merkmale
Der Ford Reflex präsentiert ein markantes Design mit klaren Linien und aerodynamischen Formen. Es ist ein viertüriges Kompaktfahrzeug mit einem sportlichen und zugleich futuristischen Aussehen. Das Konzept betont die Verwendung von leichten Materialien, um den Kraftstoffverbrauch zu reduzieren und die Leistung zu maximieren. Ein bemerkenswertes Merkmal des Ford Reflex ist sein fortschrittliches Antriebssystem. Es ist mit einem Hybridantrieb ausgestattet, der einen effizienten Verbrennungsmotor mit einem elektrischen Antrieb kombiniert. Dieses System wurde entwickelt, um den Kraftstoffverbrauch zu minimieren und gleichzeitig eine beeindruckende Beschleunigung zu bieten.

## Umweltfreundlichkeit
Das Konzept des Ford Reflex ist stark auf Umweltfreundlichkeit ausgerichtet. Neben dem Hybridantrieb verfügt das Fahrzeug über Solarmodule auf dem Dach, die dazu beitragen, elektrische Energie aus Sonnenlicht zu gewinnen. Diese Energie wird verwendet, um bestimmte Funktionen im Fahrzeug zu betreiben und so den Kraftstoffverbrauch weiter zu reduzieren.
Darüber hinaus wurden auch nachhaltige Materialien für den Innenraum des Ford Reflex verwendet. Die Sitze bestehen aus recycelbaren Materialien, und die Verwendung von umweltfreundlichen Elementen wird betont, um die ökologische Bilanz des Fahrzeugs zu verbessern.

## Technische Daten
Obwohl der Ford Reflex ein Konzeptfahrzeug ist und nie für die Serienproduktion vorgesehen war, wurden einige technische Daten während seiner Enthüllung bekannt gegeben:
- Antrieb: Hybridantrieb mit Verbrennungsmotor und Elektromotor
- Leistung: Gesamtleistung des Hybridantriebs ca. 120 PS
- Beschleunigung: 0–100 km/h in etwa 8 Sekunden
- Kraftstoffverbrauch: Durchschnittlich ca. 4,5 Liter pro 100 Kilometer
- Sonstige Technologien: Solarmodule auf dem Dach zur Unterstützung der elektrischen Energieversorgung

## Rezeption
Der Ford Reflex wurde von Autoenthusiasten und der Fachpresse gleichermaßen positiv aufgenommen. Sein futuristisches Design und sein Fokus auf Umweltfreundlichkeit wurden als beeindruckend gelobt. Viele lobten Fords Engagement für nachhaltige Mobilität und die Integration von Solarenergie in das Fahrzeugkonzept.

## Zukunftsaussichten
Obwohl der Ford Reflex nie den Weg in die Serienproduktion fand, diente er als Inspiration für einige spätere Modelle von Ford. Die Bemühungen zur Schaffung eines umweltfreundlichen und effizienten Antriebssystems flossen in andere Fahrzeuge des Unternehmens ein, und einige Designelemente wurden in zukünftigen Konzepten und Serienfahrzeugen übernommen.